# Kardinalvikarie
Kardinalvikarie benämns den kardinal som är generalvikarie för stiftet Rom, det vill säga påvens hjälpbiskop och ständige vikarie i påvens egenskap som biskop av Rom. Den nuvarande kardinalvikarien är Baldassare Reina, som utnämndes 2024.
Den förste dokumenterade kardinalvikarien var Ottaviano dei Conti, som utsågs av påve Innocentius III år 1198.

## Kardinalvikarier (1899–)
1. Domenico Jacobini (1899–1900)
2. Pietro Respighi (1900–1913)
3. Basilio Pompilj (1913–1931)
4. Francesco Marchetti-Selvaggiani (1931–1951)
5. Clemente Micara (1951–1965)
6. Luigi Traglia (1965–1968)
7. Angelo Dell'Acqua (1968–1972)
8. Ugo Poletti (1973–1991)
9. Camillo Ruini (1991–2008)
10. Agostino Vallini (2008–2017)
11. Angelo De Donatis (generalvikarie 2017–2018; kardinalvikarie 2018–2024)
12. Baldassare Reina (2024– )